# Batalla de 73 Easting
La batalla de 73 Easting fue un enfrentamiento de la guerra del Golfo llevado a cabo el 26 de febrero de 1991 entre fuerzas blindadas de EE. UU. y Reino Unido contra la Guardia Republicana Iraquí en su lucha por expulsar al régimen de Sadam Huseín. La batalla tuvo lugar al sur de Irak, aproximadamente 50 kilómetros de Al Busayyah, donde se había producido otro enfrentamiento horas antes. El nombre 73 Easting proviene del sistema de coordenadas mercator que se utilizaba para medir el avance a través del desierto.
La principal unidad estadounidense en la batalla fue el 2.º Regimiento de Caballería, que era básicamente un elemento de reconocimiento del 7.º Cuerpo. La vanguardia aliada también incluía a la 3.ª División Blindada, la 1.ª división de Infantería y la 1.ª División Blindada británica.
La noche del 23/24 de febrero, de acuerdo con el plan del general Norman Schwarzkopf para el asalto por tierra, llamado Operación Sable del Desierto, el 7.º Cuerpo se aproximó hacia el este desde Arabia Saudita en dirección a Irak. El 7.º Cuerpo tenía dos objetivos: cortar la retirada de Kuwait, y destruir cinco divisiones de la Guardia Republicana cerca de la frontera Irak-Kuwait que pudieran atacar a las unidades árabes y de marines que entraban a Kuwait al sur. La resistencia iraquí fue en un principio ligera e inefectiva, y el 2.º Regimiento de Caballería no vio mucho combate hasta el 25 de febrero.

## Plan

Movimientos de las fuerzas de la Coalición durante la guerra del Golfo.

El 2.º Regimiento de Caballería debía avanzar hacia el este, localizar y enfrentarse al enemigo a larga distancia para luego permitir que las unidades mecanizadas pesadas de la 1.ª División de Infantería pasasen a través para terminar de destruir a las unidades iraquíes. El límite de avance del 2.º Regimiento de Caballería iba a ser 70 Easting, mientras que la 1.ª División seguiría más hacia el este.
Se encontraron con la División Tawakalna iraquí, que ocupaba sólidos emplazamientos defensivos. También habían preparado posiciones alternativas que les permitían reorientarse hacia el oeste para enfrentar el ataque del 7.º Cuerpo. A pesar de un fuerte bombardeo aéreo y de artillería de parte de las fuerzas de EUA, la mayoría de los elementos de la División Tawakalna seguían operativos.

## 67 Easting
La batalla tuvo lugar bajo condiciones climáticas muy adversas. Por la mañana había una densa niebla, que luego se levantó con vientos de 78 km/h. Llovió mucho, y más tarde la arena movida por el viento redujo la visibilidad, en ocasiones a menos de 100 metros. Las condiciones climáticas no permitieron que la aviación del ejército diera apoyo aéreo cercano durante las fases iniciales de la batalla.
A las 13:00, la Tropa G (Ghost) del 2.º Regimiento de Caballería destruyó varios transportes blindados de personal y,  aproximadamente a las 15:30, tres tanques iraquíes.
Hacia las 16:10, más hacia el sur, la Tropa E (Eagle) recibió fuego de un puesto de avanzada, un ZSU-23-4 atrincherado y varios edificios ocupados en una aldea iraquí. La avanzada estadounidense devolvió fuego con tanques y Bradleys, hizo fuego de cobertura contra las armas iraquíes, tomó  prisioneros y continuó desplazándose hacia el este. Avanzaron tres kilómetros más hacia el este hasta llegar a la línea de 70 Easting. La avanzada recibió más disparos y devolvió fuego.

## 73 Easting
Al alcanzar la línea de 70 Easting a las 16:22, el 2.º escuadrón sacó de combate a un grupo de ocho tanques T-72 iraquíes. Tres kilómetros hacia el este, se podían ver otros T-72 en posiciones preparadas sobre 73 Easting. Temiendo perder el elemento sorpresa, el comandante de la Tropa E, capitán H. R. McMaster, decidió no esperar hasta la llegada de unidades más pesadas. McMaster ordenó a su tropa avanzar y enfrentarse a los iraquíes en un ataque precipitado.
La Tropa E consistía de 13 M3 Bradleys, dos morteros autopropulsados M106, un camión de comando M577, un blindado de apoyo M981 FIST-V y 10 tanques M1 Abrams del 3.er Escuadrón de la Compañía M ("Mike").
Las batallas entre blindados en terreno abierto suelen decidirse muy rápidamente; 73 Easting no fue la excepción. El 2.º Regimiento sorprendió al enemigo y penetró las posiciones iraquíes que no pudieron recuperarse. Los superiores equipos de visión nocturna estadounidenses convirtieron las difíciles condiciones climáticas en una ventaja para EUA.
La unidad de McMaster atacó y destruyó los tanques iraquíes a corta distancia. A diferencia de enfrentamientos anteriores, la destrucción de los primeros tanques no tuvo como resultado la rendición generalizada de soldados iraquíes. Los iraquíes se quedaron en sus posiciones mientras sus tanques y transportes blindados de personal de la División Tawakalna intentaban maniobrar y luchar. La Tropa E destruyó más de 20 tanques y demás vehículos blindados, algunos camiones y búnkeres y tomó gran número de prisioneros sin sufrir bajas. En 20 minutos, la Tropa E había avanzado frente a blindados iraquíes de 67 Easting a 74 Easting.
Otras tropas del 2.º Regimiento, I ("Iron"), K ("Killer") y G ("Ghost"), se sumaron a la lucha en 73 Easting. Hacia las 16:40, la Tropa G había tomado posición sobre la cresta de una colina con vista a un uadi (cauce de un río, frecuentemente seco) paralelo a la línea de 73 Easting, al norte de donde se encontraba la Tropa E. Durante el combate, la 18.ª Brigada de la División Tawakalna de la Guardia Republicana se había enredado con sus compatriotas de la 12.ª División Blindadada, y ambas unidades estaban tratando de retirarse a través del mismo terreno, un angosto valle entre dos colinas que conducía a la Tropa G. A las 18:30, la primera de varias oleadas de tanques T-72 y T-55 iraquíes avanzaron a lo largo del uadi tratando de escapar, yendo directamente hacia la Tropa G. La lucha fue feroz y ola tras ola de tanques e infantería cargaban contra la Tropa G. Las otras tropas y compañías de tanques estaban combatiendo principalmente contra infantería atrincherada y tanques detenidos y no contra las cargas que enfrentó la Tropa G. La batalla fue tan intensa que más de una vez solo el apoyo de artillería y helicópteros salvó a la Tropa G. En un momento a un pelotón de Inteligencia Militar del 2.º Regimiento se le ordenó detener sus tareas de apoyo y devolver fuego contra soldados iraquíes que habían abandonado un BMP en llamas y cargado contra su posición con los uniformes ardiendo. En la batalla de seis horas, la Tropa G recibió el apoyo de obuses y lanzadores de cohetes múltiples, que descargaron 720 proyectiles. Hacia las 21:00, a la Tropa G estaba acabándosele la munición y se les envió la Compañía de tanques Hawk para aliviarlos. La Tropa G perdió un M3 Bradley por disparos de vehículo de combate de infantería y un soldado, el sargento Nels A. Moller, artillero del Bradley fue muerto. Según un informe el Bradley había disparado todos sus misiles TOW y estaba utilizando su cañón automático de 25 mm hasta que una falla mecánica, probablemente ocasionada por metralla, hizo que Moller saliera del vehículo para tratar de solucionarla cuando fue muerto por disparo de cañón de 73 mm de un BMP-1.

## 74 Easting y más al este
Hacia las 22:30 la batalla librada por el 2.º Regimiento en 74 Easting estaba terminando, con la mayoría de los elementos iraquíes ardiendo o destruidos, mientras que la 1.ª División avanzaba. La 1.ª División se movió a través de la línea del 2.º Regimiento en la total oscuridad y continuó desplazándose hasta el Objetivo Norfolk, un área que comprendía la intersección de la ruta del Oleoducto IPSA, varios senderos del desierto y un amplio depósito de suministros iraquí. Ahora, en lugar de tres escuadrones de caballería blindada, las brigadas blindadas 18.ª y 37.ª iraquíes enfrentaban a seis batallones pesados estadounidenses de tanques y VCIs y otros seis batallones de artillería de campaña de 155 mm. Nuevamente, los iraquíes no huyeron ni se rindieron, sino que tripularon sus vehículos enfrentando a la Coalición. En la batalla que siguió, muchas unidades estadounidenses pasaron por al lado de tanques y tripulaciones iraquíes que estaban en refugios o que no habían todavía encendido sus motores, de manera que no eran reconocibles en las miras térmicas de los vehículos estadounidenses. Hubo confusión cuando tanques y equipos de infantería antitanque quedaron operando en la parte trasera de la vanguardia estadounidense, lo que causó varios incidentes de fuego amigo. El Coronel David Weisman decidió hacer retroceder a los batallones de la vanguardia, reagruparlos y usar su artillería para destruir a la infantería iraquí.
Los iraquíes habían detenido el avance inicial de la 1.ª División solo temporalmente. Hacia las 00:30 del 27 de febrero las dos brigadas de vanguardia de la 1.ª División estaban posicionadas sobre la línea de 75 Easting (a dos kilómetros de 73 Easting). En lo que se ha llamado la batalla de Norfolk, cruzaron los restantes 10 kilómetros hasta Objetivo Norfolk en las siguientes tres horas. Cuando amaneció, la 1.ª División de Infantería había tomado el Objetivo Norfolk y la lucha se había desplazado desde 73 Easting al área del norte, donde estaba atacando la 1.ª División Blindada, que empezó a las 20:00 del 26 de febrero y la 3.ª División Blindada, al sur de la 1.ª División.
Después de la medianoche, la 2.ª Brigada de la 1.ª División Blindada británica se enfrentó a una brigada de la División de Infantería Adnan, que era una unidad de infantería ligera de la Guardia Republicana iraquí, la cual se estaba acercando a su sector. Más al este, dos brigadas de la División Medina iraquí estaban tratando de formar una línea de defensa alrededor de lo que se había designado Línea de Fase Lime. La 3.ª Brigada de la 1.ª División Blindada se enfrentó a la División Tawakalna, mientras que el resto de la división fue contra la División de Infantería Adnan contando con continuos ataques de artillería y helicópteros. Hubo algunos choques en tierra, pero la mayor parte del daño hecho a la División Adnan fue causada por artillería y Apaches. El Objetivo Bonn, donde estaban la División Medina y una base de logística importante de la Guardia Republicana, fue atacado por helicópteros y elementos de la Fuerza Aérea. Los pilotos reportaron grandes concentraciones de fuerzas enemigas allí: Medina fue reforzada con elementos de las divisiones blindadas 17.ª, 12.ª, 10.ª y 52.ª, que habían estado retirándose hacia el norte. La División Medina todavía tenía tres cuartas partes de sus tanques y estaba intentando maniobrar contra la 1.ª División Blindada. Los británicos respondieron decisivamente con fuego de lanzacohetes múltiples, artillería de tubo y ataques aéreos. Esto fue el inicio de casi dos días de combate continuo para los británicos y una de las luchas más intensas de la guerra. En la más importante de esta serie de batallas los británicos destruyeron 40 tanques enemigos y capturaron a un comandante de División iraquí.

## Bajas
12 soldados estadounidenses fueron muertos por fuego iraquí y otros 57 heridos por fuego amigo. Aproximadamente 600 iraquíes fueron heridos o muertos, y un gran número de tanques iraquíes fue capturado o destruido.  [cita requerida]

## El significado de la batalla de 73 Easting
El 2.º Regimiento de Caballería, que avanzó entre las divisiones 12 y Tawakalna iraquíes, fue la única unidad terrestre estadounidense que fue decididamente superada en número. Sin embargo, los tres escuadrones del 2.º Regimiento junto con las dos brigadas de vanguardia de la 1.ª División de Infantería destruyeron dos brigadas iraquíes (la 18.ª Brigada Mecanizada y la 37.ª Blindada) de la División Tawakalna. Solo el 2.º Regimiento de Caballería destruyó cerca de 85 tanques, 40 transportes blindados de personal y más de 30 otros vehículos, además de varios sistemas de artillería antiaérea durante la batalla. El equivalente a una brigada iraquí fue destruido en 73 Easting; fue la primera derrota en tierra de la Guardia Republicana. La mayoría de las otras brigadas iraquíes se retiró en las siguientes 24 horas.